# Constantin Carathéodory
Constantin Carathéodory (sau Constantine Karatheodoris) (greacă: Κωνσταντίνος Καραθεοδωρής) (n. 13 septembrie 1873, Berlin – d. 2 februarie 1950, München) a fost un matematician grec. Contribuțiile sale din matematică au vizat teoria funcțiilor reale de variabilă reală, calculul variațional și teoria măsurării. De asemenea, s-a ocupat de transformări conforme.
În 1909 a publicat lucrarea Untersuchungen über die Grundlagen der Thermodynamik (Cercetări asupra bazelor termodinamicii) în care a prezentat o abordare a termodinamicii pe baza unui sistem axiomatic, prin metode matematice, (formă Pfaff), a arătat că noțiunea de entropie poate fi introdusă ca o consecință a principiilor termodinamicii, fără a se apela la ciclul Carnot, cum se proceda înaintea sa, și a dat o nouă formulare a celui de al doilea principiu al termodinamicii, în concordanță cu formalizarea sa. Această formulare, foarte apreciată de Max Born și discutată critic de Max Planck, este începutul încercărilor de axiomatizare a termodinamicii.  